# Oktett (Mendelssohn)
Das Oktett für Streicher in Es-Dur, Op. 20, schrieb der 16-jährige Felix Mendelssohn im Herbst des Jahres 1825. Er vollendete es am 15. Oktober. Die Besetzung mit vier Violinen, zwei Violen und zwei Celli stellte eine Neuerung in der Kammermusik der Zeit dar. Die Rezeption des Stücks fasst Conrad Wilson wie folgt zusammen: „Sein jugendlicher Elan, seine Brillanz und seine Perfektion machen das Stück zu einem Wunder der Musik des 19. Jahrhunderts.“ Das Stück war einer der ersten großen Erfolge Mendelssohns.

## Hintergründe
Mendelssohn übergab eine signierte Abschrift der Partitur an seinen Freund und Geigenlehrer Eduard Rietz als Geburtstagsgeschenk. Rietz schrieb die Stimmen aus für die Uraufführung. Das Streichokttet war eine relativ neue Gattung in der Kammermusik, die nach wie vor von der des Streichquartetts beherrscht wurde. Die Gattung erfreute sich aber auch bei anderen Komponisten immer mehr an Beliebtheit.
Mendelssohns Oktett könnte von Louis Spohrs Doppelquartett in d-Moll, Op. 65, inspiriert sein. Während Spohrs Werk aber meist vierstimmig bleibt und Achtstimmigkeit für die Höhepunkte aufhebt (es führt über weite Strecken die beiden ersten Geigen in unisono, die zweiten ebenfalls, und entsprechend auch die Bratschen und Violoncelli), schreibt Mendelssohn einen weitgehend achtstimmigen Satz.
In der Partitur schrieb er: „Dies Oktett muss im Stil einer Sinfonie in allen Stimmen gespielt werden; die Pianos und Fortes müssen sehr genau und deutlich gesondert und schärfer hervorgehoben werden, als es sonst bei Stücken dieser Gattung geschieht.“

## Aufbau
Das Werk besteht aus vier Sätzen:

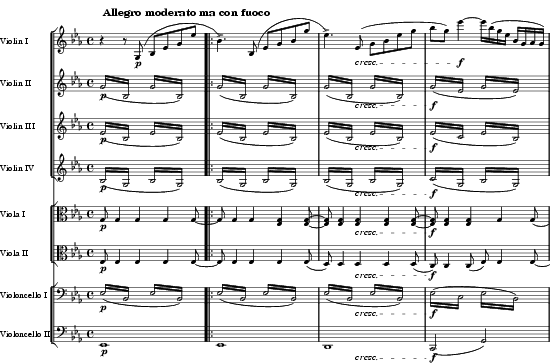
Beginn des 1. Satzes, Op. 20

I. Allegro moderato ma con fuoco (Es-Dur)
II. Andante (c-moll)
III. Scherzo. Allegro leggierissimo (g-moll)
IV. Presto (Es-Dur)
Eine Aufführung des Werks dauert etwa 30 Minuten, von denen der erste Satz etwa die Hälfte einnimmt.
Von dem Scherzo, das später auch orchestriert und als Menuett in der Uraufführung der ersten Sinfonie Mendelssohns gespielt wurde, wird vermutet, dass es von der Szene „Walpurgisnachtstraum“ aus Goethes Faust inspiriert ist. Fragmente dieses Satzes kehren auch im Finale wieder – eine frühe Anwendung zyklischer Kompositionstechniken, die sonst eher bei Komponisten des späteren 19. Jahrhunderts zu finden sind. 
Auffällig ist auch der gehäufte Gebrauch kontrapunktischer Satztechnik, insbesondere im letzten Satz, der mit einer achtstimmigen Fuge beginnt. Im Finale zitiert Mendelssohn dann das Thema „And he shall reign forever and ever“ aus dem Halleluja aus Händels Der Messias.

## Instrumentation
Wie erwähnt sind die originalen Stimmen für ein doppeltes Streichquartett mit vier Violinen und jeweils zwei Violen und zwei Violoncelli besetzt.
Der Komponist arrangierte das Oktett außerdem für Klavier zu vier Händen und fertigte eine Orchesterfassung an, die bei der Uraufführung seiner ersten Sinfonie als Alternative zu deren eigentlichem 3. Satz aufgeführt wurde.
Das Stück wird auch manchmal von einem Streichorchester gespielt. In diesem Fall sind die Stimmen mehrfach besetzt und ein Kontrabass wird ergänzt, der üblicherweise das zweite Cello eine Oktave tiefer doppelt. Arturo Toscanini erstellte eine solche Version für die Aufführung mit dem NBC Symphony Orchestra im Jahre 1947. 2009 bearbeitete der Dirigent Yoon Jae Lee den ersten und den letzten Satz für ein ganzes Orchester.

## Weiterführende Links
- Einspielung des gesamten Oktetts:  Musicians from Marlboro from the Isabella Stewart Gardner Museum  MP3 format.  (32:22)
- Weitere Einspielung des gesamten Oktetts: Prazak & Zemlinsky Quartets auf dem Festival Wissembourg - September 4, 2013 (35:36)